# L'Étrange Vice de madame Wardh
Série Trilogie du vice
Toutes les couleurs du vice
(1972)
Pour plus de détails, voir Fiche technique et Distribution.
L'Étrange Vice de madame Wardh (Lo strano vizio della Signora Wardh) est un giallo italo-espagnol réalisé par Sergio Martino, sorti en 1971. 
Le film suit Julie Wardh qui découvre au retour d'un voyage qu'elle est suivie par un prédateur sexuel. Un soir, Julie participe à une soirée où elle rencontre George Corro qui lui dit être le cousin de Carol, sa meilleure amie. Jean a été l'amant de Julie et il continue à la poursuivre de ses assiduités, même si elle a rompu voici quelque temps et ne veut plus entendre parler de lui. George commence à s'immiscer dans la vie de Julie, qui le séduit et tombe amoureuse de lui, avec pour résultat qu'ils sont menacés. Dans une lettre de menace, le tueur veut rencontrer Julie, mais à sa place c'est Carol qui va au rendez-vous, ce qui lui sera fatal. Seul le temps révélera qui est la prochaine victime et qui est l'assassin.

## Synopsis
À Vienne, un prédateur assassine des femmes avec un rasoir. Julie Wardh et son mari diplomate, Neil, reviennent en ville après un séjour à New York. Julie a épousé Neil pour échapper à son ancien amant violent, Jean, qui vit à Vienne. Jean commence à harceler Julie, qui devient de plus en plus anxieuse.
Lors d'une soirée mondaine, Carol, l'amie de Julie, lui présente son cousin australien George. Le riche oncle de George et Carol vient de mourir et ils sont ses seuls héritiers. George flirte avec Julie, qui est malheureuse dans son mariage avec Neil, un homme négligent. Après un déjeuner, George et Julie entament une liaison. Julie reçoit un appel d'un maître chanteur qui menace de révéler leur liaison à Neil. Julie soupçonne Jean d'être le maître chanteur et Carol insiste pour rencontrer le maître chanteur à la place de Julie. Carol se rend à la rencontre avec l'inconnu dans un parc boisé, où elle est agressée et tailladée à mort par un individu armé d'un rasoir.
Lorsque Julie apprend le meurtre de Carol, elle presse la police d'enquêter sur Jean, qu'elle soupçonne d'être le tueur au rasoir en raison de ses tendances sadomasochistes. Jean a un alibi en béton. Julie est alors attaquée dans le parking par un personnage armé d'un rasoir, et s'en sort de justesse. Terrifiée, Julie accepte l'invitation de Georges à quitter la ville (et son mari) pour l'Espagne.
De retour à Vienne, le tueur au rasoir meurt sous les coups d'une de ses victimes. Julie est folle de joie lorsqu'elle apprend que le tueur est mort et qu'il lui était étranger. Cependant, quelqu'un continue de harceler Julie en Espagne, ce qui provoque une dépression nerveuse chez elle. Lorsque George va chercher un médecin, Julie est prise en embuscade et assommée par Jean. Jean met en scène la scène pour faire croire que Julie s'est suicidée par intoxication au monoxyde de carbone. Lorsque Georges revient avec le médecin, Julie est presque morte.
Plus tard, au poste de police, George apprend que Julie est bel et bien décédée et qu'il s'agit d'un suicide. George se rend en voiture dans un endroit isolé où il rencontre Jean. George a engagé Jean pour assassiner Julie et faire passer le meurtre pour un suicide. Jean réclame son argent, mais George lui tire dessus et fait passer la scène pour un autre suicide.
George rencontre ensuite Neil, le mari de Julie. Alors qu'ils sont en voiture, leur conversation révèle qu'ils ont comploté le meurtre de Carol et de Julie et l'ont fait passer pour l'œuvre du tueur au rasoir. La mort de Carol fait de George l'unique héritier de la fortune de son oncle, tandis que la mort de Julie signifie un énorme paiement d'assurance pour Neil. Pour éviter que la police ne soupçonne ces motifs évidents, Neil a tué Carol (alors que George avait un alibi parfait), et George a tenté de tuer Julie dans le parking (alors que Neil avait un alibi parfait). Après la mort du tueur au rasoir, il n'était plus logique pour George de tuer Julie avec un rasoir. Il a donc engagé Jean pour maquiller le meurtre de Julie en suicide, alors que George et Neil avaient tous deux un alibi.
La police apparaît, et George et Neil, en essayant de leur échapper, tombent d'une falaise et meurent en voiture. Il est révélé que Julie n'est pas morte, mais qu'elle a été sauvée par le médecin. La police a simulé sa mort pour inciter George et Neil à se rencontrer ; elle avait des soupçons après que l'autopsie de Carol eut révélé que son meurtre, bien que commis avec un rasoir, ne correspondait pas au modus operandi du tueur au rasoir. Julie est consolée par le beau jeune médecin alors qu'ils s'éloignent en voiture.

## Fiche technique
- Titre original : Lo strano vizio della signora Wardh[1]
- Titre français :  L'Étrange Vice de madame Wardh[2]
- Réalisation : Sergio Martino
- Scénario : Vittorio Caronia, Ernesto Gastaldi et Eduardo Manzanos Brochero
- Montage : Eugenio Alabiso
- Musique : Nora Orlandi
- Photographie : Emilio Foriscot
- Production : Antonio Crescenzi et Luciano Martino
- Société de production : Copercines, Cooperativa Cinematográfica, Devon Film, Laurie International et MLR
- Société de distribution : Gemini-Maron
- Pays d'origine :  Italie -  Espagne
- Langue originale : italien
- Format : couleur
- Genre : giallo
- Durée : 98 minutes
- Dates de sortie : 
  - Italie : 15 août 1971
  - France : 14 juin 1972

## Distribution
- George Hilton : George Corro
- Edwige Fenech (VF : Evelyne Selena) : Julie Wardh
- Conchita Airoldi (sous le nom de « Cristina Airoldi ») : Carol Baxter
- Manuel Gil (en) : docteur Harbe
- Carlo Alighiero : le commissaire
- Ivan Rassimov : Jean
- Alberto de Mendoza : Neil Wardh
- Bruno Corazzari : le tueur
- Brizio Montinaro (it) : l'invité à la fête